# Centrolene daidalea
Centrolene daidalea es una especie de anfibio anuro de la familia Centrolenidae. Esta rana se distribuye por la cordillera Oriental de Colombia y en la sierra de Perija en Venezuela entre los 800 y los 2060 metros de altitud. Habita junto a arroyos en bosques de montaña primarios o secundarios, y en zonas degradadas. Pone sus huevos en hojas junto a los arroyos, y cuando eclosionan los renacuajos caen al agua donde se desarrollarán.